# Дюкесн (Міссурі)
Дюкесн (англ. Duquesne) — селище (англ. village) в США, в окрузі Джеспер штату Міссурі. Населення — 2159 осіб (2020).

## Географія
Дюкесн розташований за координатами 37°4′16″ пн. ш. 94°27′27″ зх. д. / 37.07111° пн. ш. 94.45750° зх. д. (37.071062, -94.457370).  За даними Бюро перепису населення США в 2010 році селище мало площу 4,79 км², уся площа — суходіл.

## Демографія
Згідно з переписом 2010 року, у селищі мешкали 1763 особи в 781 домогосподарстві у складі 493 родин. Густота населення становила 368 осіб/км².  Було 856 помешкань (179/км²).
Расовий склад населення:
| - 91,9 % — білих - 1,7 % — азіатів - 1,6 % — корінних американців - 1,4 % — чорних або афроамериканців - 0,1 % — вихідців з тихоокеанських островів |

До двох чи більше рас належало 2,3 %. Частка іспаномовних становила 3,3 % від усіх жителів.
За віковим діапазоном населення розподілялося таким чином: 20,8 % — особи молодші 18 років, 63,4 % — особи у віці 18—64 років, 15,8 % — особи у віці 65 років та старші. Медіана віку мешканця становила 39,6 року. На 100 осіб жіночої статі у селищі припадало 95,5 чоловіків;  на 100 жінок у віці від 18 років та старших — 90,8 чоловіків також старших 18 років.
Середній дохід на одне домашнє господарство  становив 50 264 долари США (медіана — 39 861), а середній дохід на одну сім'ю — 57 306 доларів (медіана — 48 587). Медіана доходів становила 34 595 доларів для чоловіків та 30 396 доларів для жінок. За межею бідності перебувало 19,6 % осіб, у тому числі 30,3 % дітей у віці до 18 років та 11,8 % осіб у віці 65 років та старших.
Цивільне працевлаштоване населення становило 917 осіб. Основні галузі зайнятості: освіта, охорона здоров'я та соціальна допомога — 25,3 %, роздрібна торгівля — 15,2 %, виробництво — 14,7 %.